# Szilvásy Miklós
Szilvásy Miklós (Márianosztra, 1925. december 5. – Budapest, 1969. május 24.) olimpiai bajnok birkózó, edző.

## Sportpályafutása
1942-ben kezdett el birkózni a Budapesti Vasutas Sport Club színeiben, melynek színeiben ötszörös ifjúsági bajnok lett. 1945-ben egy eltévedt golyó eltalálta a bal lábát, ami miatt majdnem be kellett fejeznie pályafutását, de 1946 és 1948 között négyszeres magyar bajnok lett (két csapat és két egyéni győzelem váltósúlyban). Ezután a Ferencvárosi TC alá tartozó ÉDOSZ (Élelmiszeripari Dolgozók Országos Szakszervezete) versenyzőjeként négyszeres magyar bajnok kötöttfogású váltósúlyban és egyszeres magyar bajnok szabadfogású középsúlyban. Az 1948-as londoni olimpián ezüstérmet szerzett kötöttfogású váltósúlyban. 1949-ben és 1951-ben a főiskolai világbajnokságokon ezüstérmes lett.

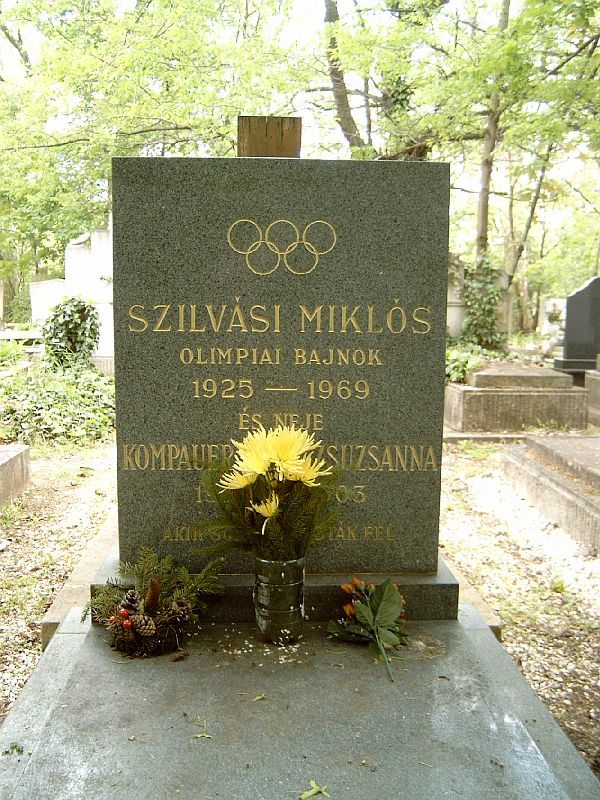
Szilvásy Miklós sírja Budapesten. Új köztemető: 33/2-1-172.

Az 1952-es helsinki olimpián kötöttfogású váltósúlyban tizennyolc induló közül aranyérmet szerzett. 1953-ban a Budapesti Dózsához igazolt, ebben az évben a világbajnokságon második, az  országos bajnokságon első lett. 1954-ben a budapesti főiskolai világbajnokságon aranyérmet szerzett. 1956-ban hetedik helyen végzett az olimpián.

## Visszavonulása után
Még aktív pályafutása során, 1946-ban rendőri állományba került, műszaki segédtisztként szolgált. Később edzőként dolgozott a magyar válogatottnál Matura Mihály mellett, illetve két korábbi együttesénél, a Ferencvárosnál és a BVSC-nél edző. Negyvennégy éves korában, gyógyíthatatlan betegség következtében hunyt el.

## Emlékezete
- Szilvásy Miklós emlékverseny
- Szilvásy Miklós terem (Csanádi Árpád iskolában)
- Szilvásy Miklós szobor (FTC népligeti sporttelep)
- Emléktábla Márianosztrán

## Díjai, elismerései
- Magyar Köztársasági Sportérdemérem bronz fokozat (1949)[2]
- A Magyar Népköztársaság Érdemes Sportolója (1954)[3]